# Секоян, Вазрик Мехакович
Вазрик Мехакович Секоян (арм. Վազրիկ Մեխակի Սեկոյան; 1909—1993) — советский армянский хозяйственный, государственный и политический деятель. Член ВКП(б) с 1942 года. Председатель Исполнительного комитета Ереванского совета депутатов трудящихся с 10 мая 1952 по 13 апреля 1954 года. Министр промышленности стройматериалов Армянской ССР с 1965 по 1973 год.

## Биография
Вазрик Секоян родился 1 апреля 1909 года в селении Игдир Сурмалинского уезда Ереванской губернии (ныне город в Восточной Турции). Окончил среднюю школу в Ереване, затем некоторое время работал учителем. Окончил гидротехнический факультет Азербайджанского сельскохозяйственного института. Работал в сфере водного хозяйства. Принимал участие в Великой Отечественной войне.
10 мая 1952 года был избран председателем Исполнительного комитета Ереванского совета депутатов трудящихся. 13 апреля 1954 года покинул этот пост, его сменил Бабкен Аствацатрян.
Затем Вазрик Секоян несколько лет возглавлял Армгидроэнергострой. Под его руководством были возведены гидроэлектростанции Севано-Разданского каскада, Ереванская ТЭЦ и другие гидротехнические сооружения.
В 1965 году Вазрик Секоян был назначен министром промышленности стройматериалов Армянской ССР. Ему удалось создать эту ведомственную структуру практически с нуля. 23 ноября 1973 года он был освобождён от занимаемой должности.
До выхода на пенсию 1991 году работал на руководящих должностях. Умер в Ереване 12 июня 1993 года.

## Память

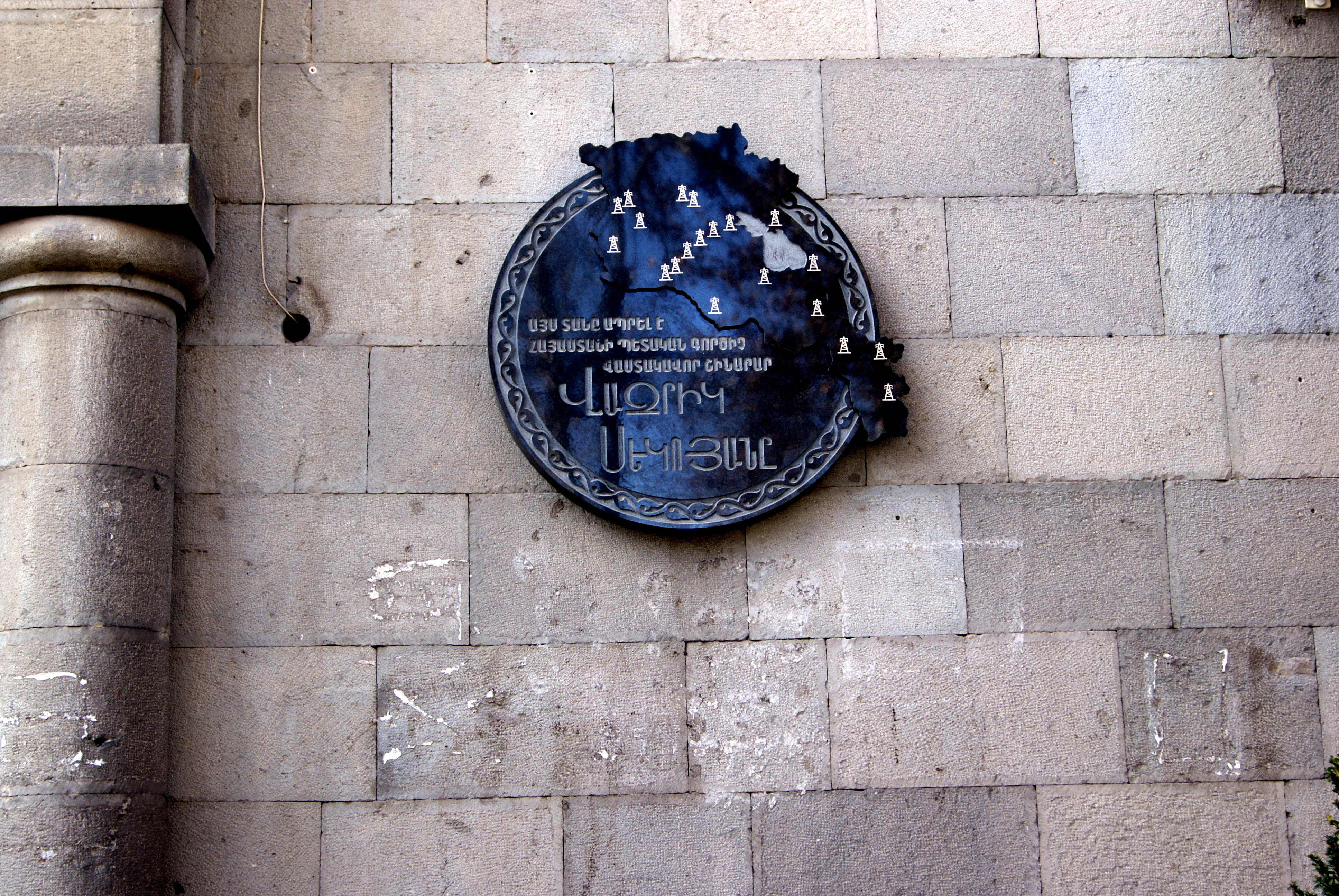
Мемориальная доска в Ереване, улица Московян, д. 31

Вазрик Секоян жил по адресу: улица Московян, дом 31. У него в гостях бывали поэты Паруйр Севак, Амо Сагиян и Сильва Капутикян, скульптор Саркис Багдасарян, академик Сергей Амбарцумян. В 2014 году на стене этого дома была торжественно открыта мемориальная доска Вазрика Секояна. Автор художественного оформления мемориальной доски — его внук Вазрик Секоян.

## Награды и звания
- Орден Октябрьской Революции[2].
- Орден Отечественной войны 1 степени (06.04.1985)[7].
- Два ордена Трудового Красного Знамени[6].
- Орден Дружбы народов (17.09.1981)[6].
- Орден Красной Звезды (30.05.1945)[8].
- Медаль «За отвагу» (06.11.1947)[9].
- Медаль «За оборону Кавказа» (11.1944)[10].
- Заслуженный строитель Армянской ССР (1960)[2].